# 6,8-二异戊烯基金雀异黄素
6,8-二异戊烯基金雀异黄素（英語：6,8-diprenylgenistein）是一种异戊烯基异黄酮类有机化合物，化学式C25H26O5，可见于甘草、刺桐、伏毛山豆根等物种。对单核细胞增生李斯特菌（Listeria monocytogenes）、转糖链球菌（Streptococcus mutans）等革兰氏阳性食源性致病菌有抑制作用。